# Svartsjön (Fredsbergs socken, Västergötland)
Svartsjön är en sjö i Töreboda kommun i Västergötland och ingår i Göta älvs huvudavrinningsområde. Sjön har en area på 0,0733 kvadratkilometer och ligger 125 meter över havet. Sjön avvattnas av vattendraget Hovaån.

## Delavrinningsområde
Svartsjön ingår i det delavrinningsområde (652250-140922) som SMHI kallar för Ovan Krokabäcken. Medelhöjden är 124 meter över havet och ytan är 22,53 kvadratkilometer. Det finns inga delavrinningsområden uppströms utan avrinningsområdet är högsta punkten. Hovaån som avvattnar avrinningsområdet har biflödesordning 3, vilket innebär att vattnet flödar genom totalt 3 vattendrag innan det når havet efter 265 kilometer. Delavrinningsområdet består mestadels av skog (32 %), jordbruk (41 %) och sankmarker (14 %). Avrinningsområdet har 0,22 kvadratkilometer vattenytor vilket ger det en sjöprocent på 1 %. Bebyggelsen i området täcker en yta av 0,16 kvadratkilometer eller 1 % av avrinningsområdet.